# Betula grossa
Betula grossa Siebold & Zucc. è una specie di betulla originaria del Giappone, dove cresce naturalmente nei boschi misti su colline e pendii nelle isole di Honshū, Shikoku e Kyūshū. Venne introdotta in Occidente nel 1896, ma la sua coltivazione rimane rara.

## Descrizione

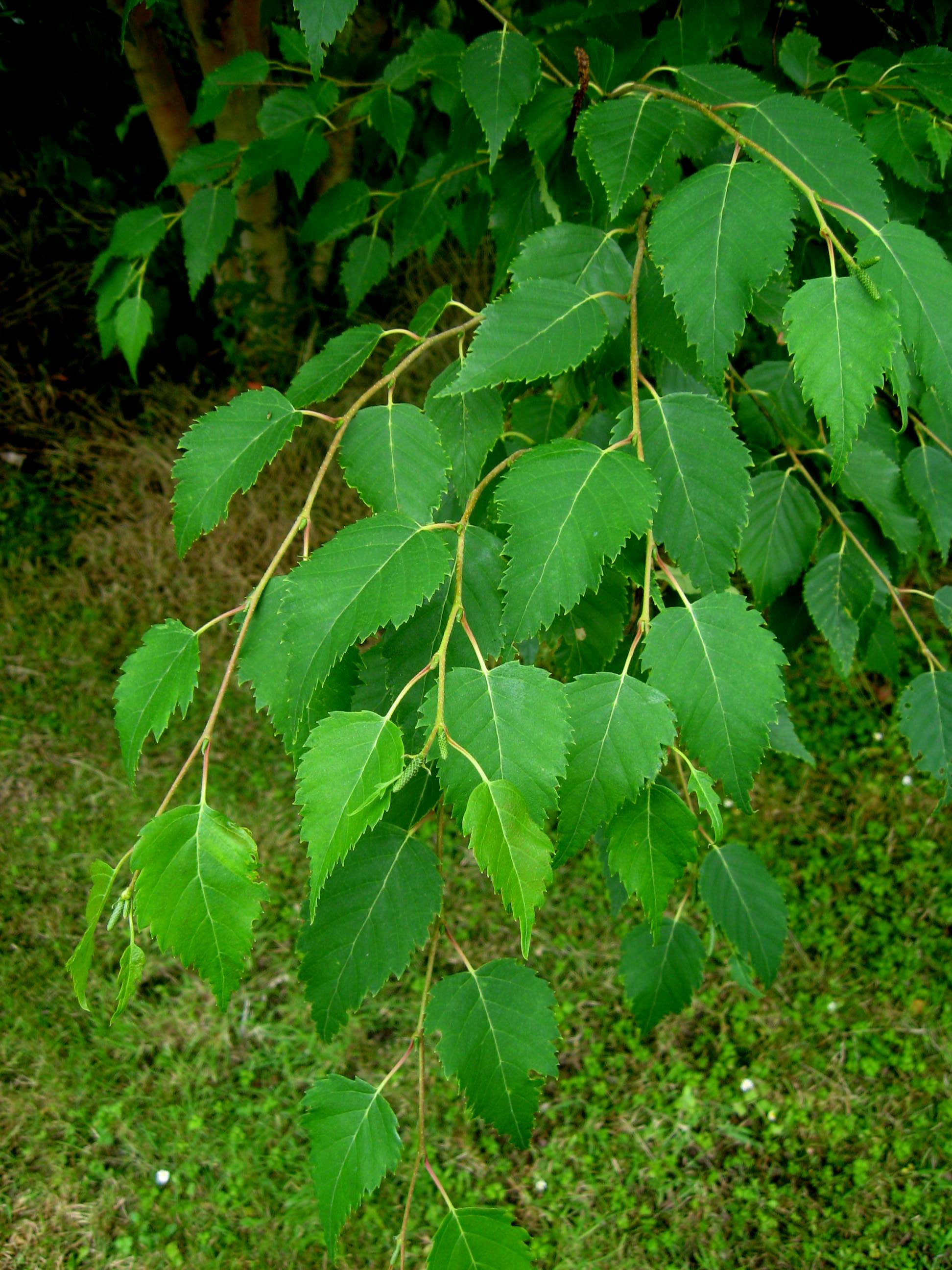
Fogliame di Betula grossa

B. grossa possiede una chioma di forma conica, ma la sua caratteristica più peculiare è la sua corteccia color ciliegia, con strisce orizzontali di color rosso-grigiastro (che diventa grigio scuro con l'avanzare dell'età), che esfolia in piccoli riccioli. Le foglie, di color verde scuro, sono lunghe fino a 10 cm ed in autunno diventano giallo oro. I germogli sono aromatici ed all'inizio della primavera danno origine a lunghi amenti maschili di color giallo-marrone.. La specie è considerata strettamente imparentata con la betulla americana Betula lenta.